# 吉田哲人
吉田 哲人（よしだ てつと、1975年10月29日 - ）は、日本の作曲家、編曲家、歌手である。

## 概要
徳島県生まれ。1999年から大阪で活動。2001年からレディメイド・エンタテインメント所属。小西康陽の専属マニピュレーターとしてリリース作品に多数関わり、参加作品は下記以外にも多数存在する。
2008年独立。現在はフリーランスの作曲家・編曲家として楽曲提供のほか、CM音楽、TVなど多方面へ活動の場を広げている。
2019年にレコードデビュー。
愛称:TETTO(テット)/テット博士。レコード・オフコース大好きおじさん。

## 歌唱作品

### 参加作品
- 神保町試聴室ドネーション・オムニバスCD「STAY OPEN 〜潰れないで 不滅の試聴室に捧ぐ名曲集〜」（2020年5月25日）
  - 小さな手のひら
- サンプラーCD「Narisu Records Special Sampler 2021」（2021年1月25日）
  - ひとめぐり(Compact Disc Mix)
- 吉田哲人と長谷泰宏「Sense of Life (Musicians Side)」V.A.（2021年5月14日）
  - ひとめぐり

## 提供作品
スターダストプロモーション関連
- 私立恵比寿中学
  - 「キングオブ学芸会のテーマ ～Nu Skool Teenage Riot」（作曲・共編曲・ピアノ・キーボード）（編曲はel poco maro、有木竜郎と共作）

- 3B junior
  - 「One LOVE」（編曲）

- チームしゃちほこ
  - 「いいくらし」（作曲・編曲）

- ばってん少女隊
  - 「夢のスコール」（作曲）

- マジェスティックセブン
  - 「未知とのSo Good!」（作曲・編曲）

竹達彩奈
- 「マシュマロ」（作曲・編曲）
- 「apple symphony」（作曲・編曲・キーボード）
- 「the colored apple」（作曲・編曲・キーボード）
- 「春がキミを綺麗にした」（編曲・キーボード）
- 「クロレソルフェージュ」（作曲・編曲）

Negicco
- 「ネガティヴ・ガールズ! 」（編曲・キーボード）
- 「Space Nekojaracy」（共作曲・編曲）※connieと共作曲

WHY@DOLL
- 「菫アイオライト」（作曲・編曲）※長谷泰宏との共編曲
- 「ラブ・ストーリーは週末に」（作曲・編曲）※長谷泰宏との共編曲
- 「恋はシュビドゥビドゥバ!」（作曲・編曲）※長谷泰宏との共編曲
- 「Promises, Promises」（作曲・編曲）※長谷泰宏との共編曲
- 「Don't Ask Me Why」（作曲・編曲）※長谷泰宏との共編曲
- 「ケ・セラ・セラ」（作曲・編曲）※長谷泰宏との共編曲
- 「ふたりで生きてゆければ」（作曲・編曲）※長谷泰宏との共編曲
- 「album」（作曲・編曲）※浦谷はるなとの共編曲

Sputrip
- 「Breeze in the Sun」（作曲・編曲）※長谷泰宏との共編曲
- 「光の惑星」（作曲・編曲）※長谷泰宏との共編曲

## 共同プロデュース
- the hair(ザ・ヘア)
  - 「ウィークエンダーのポップ・コンチェルト」(2006年11月22日)

- ROCKETMAN
  - 「愛と海と音楽と」(2006年8月2日)
  - 「THE SOUND OF MUSIQUE」(2007年5月9日)

## 参加作品
「吉田哲人」名義
- 「WORLD IS WAITING FOR US」(2002年2月27日)
  - Liaisons Dangereuses

- 「TRANSONIC 11」(2002年4月27日)
  - Listen Up

- 「スペースチャンネル5 Part.2 ウキウキ★ノンストップ・メガミックス」(2002年6月21日)
  - This Is My Happiness(Tom Jones A-GO GO MIX)

- 「ウルトラ・ベリー・ベスト・オブ・千葉レーダ」(2002年11月7日)
  - リンゴアメ

- 「DJ Digs Main Street Electrical Parade」(2003年3月26日)
  - Main Street Electrical Parade (Swingle Hoedown mix)

- 「READYMADE MAGAZINE vol.1」(2003年5月15日)
  - Beautiful Human Life（同梱CD「THE READYMADE RECORD OF HUMOUR」)

- 「BGM vol.1 for modernica」(2004年4月14日)
  - Girard's Dream (Switched on 5th Garden mix)

- 「contemode 2」(2004年12月8日)
  - Kiefer Sutherland The Man （キーファー・サザーランドみたいな奴）(「吉田哲人＆ラブ・サウンズ」名義)

- 「Readymade Digs Classics」(2005年9月7日)
  - 展覧会の絵(ムソルグスキー)(Swingle Singers Unlimited Mix）
  - ピアノ協奏曲第1番(チャイコフスキー)(Columbo’s Beautiful Human Life Mix)

- 奥村愛子「恋したいハート」(2005年9月7日)

- 「pizzicato five we dig you」(2006年5月4日)
  - The Ultimate Pizzicato Lesson 5-4-3-2-1

- 「Winter,Spring,Summer or Fall:Aloha Chill」(2006年12月6日)
  - You’ve Got A Friend(めざましテレビ Presents「Resort～hawaii～」(2007年7月11日)にも収録)
  - The April Fools
  - Christmas Is My Favorite Time Of Year
  - First Of May

- 小林恵美「スキスキスー2007~こばえみリズム~」(2007年9月21日)
  - すいみん不足

- 「京平ディスコナイト」（2007年12月26日）
  - オックス/真夏のフラメンコ

- 鈴木亜美「DOLCE」(2008年2月6日)
  - アイノウタ

- 「SPEEDKING vol.1」(2008年6月20日)
  - SCRITTI POLITICI

- 「JAZZ CONNECTION~around the Shibuya corner」(2008年7月9日)
  - Beautiful Dreamer

- 「Here come the modernity」(2009年2月18日)
  - スウィート・スウィート・ソウル・ミュージック

- 「SPEEDKING Vol.2」(2009年5月27日)
  - KONTAKTE

- 「SPEEDKING 8bit Rave」(2009年10月21日)
  - We Are 8-bits!

- ERIEZA ROYAL & ASAMIX JUICE「VACUUM」(2009年12月11日)
  - RAPE FEELING

- 「SPEEDKING Vol.3」(2010年8月25日)
  - HYPERMEDIA SELECTOR

- 「SPEEDKING Vol.4」(2011年8月31日)
  - A LOVE SUPREME

- 「SPEEDKING Vol.5」(2012年11月21日)
  - C'MON EVERYBODY

- 藤村鼓乃美「SUMMER VACATION」(2013年7月24日)
  - SUMMER VACATION

- 久保ミツロウ・能町みね子他(2013年7月30日)（単行本・渋谷直角著「カフェでよくかかっているJ－POPのボサノヴァカバーを歌う女の一生」限定CD）
  - 今夜はブギー・バック(nice vocal) bossanova cover

- 末光篤 a.k.a. SUEMITSU & THE SUEMITH「色彩協奏曲」(2013年11月13日)
  - 色彩前奏曲

他多数
「maid boys」名義
- 「きゃりーぱみゅぱみゅのジブリセット」(2011年6月8日)
  - さんぽ(となりのトトロ より)
  - 風の通り道(となりのトトロ より)
  - 人生のメリーゴーランド (ハウルの動く城 より)

「FANTASTIC EXPLOSION」名義
- 「RETURN OF FANTASTIC EXPLOSION」(2003年11月29日)
  - ロス疑惑
  - チョコレート
  - 青い調和
  - 第3種接近遭遇

- 「YOU KOBAYASHI presents CHOPIN HOUR」(2009年4月8日)
  - ノクターン第2番

- 「SOUND TRACK(from Time Evaluation Tactics Hyperion)」(時空警察ハイペリオン)(2009年7月22日)
  - Wecker's Theme
  - Blue Flash
  - Hyper Onion
  - Pendel's Theme
  - Shrike's Army Corps
  - Wecker & Pendel
  - Two Emotion
  - It Crosses Each Other
  - Desire that Springs Up

- 「SOUNDS IN SPACE」(2010年9月22日)
  - サウンズ・イン・スペース
  - 新しい製鉄所
  - 血と掟
  - ブルーインパルス
  - ホープ

「The ORANGERS」または「ジ・オレンジャーズ」名義
- オレンジャーズ「I ♥ NW e.p.」(2000年4月28日)
  - Dislocation Dance Rock
  - SONHURANDISCOW
  - HEART BREAK TAIYO-ZOKU IN FRANKFURT 1993

- 「PUNCH THE MONKEY! 3」(2000年6月21日)
  - スーパーヒーロー -8-bits wonder mix-

- 「beatmania soundtrack:THE SOUND OF TOKYO」(2001年4月4日）
  - BLAST OFF!

- 「VARIETE」(2006年6月23日)
  - Dislocation / Dance Rock

「SUPERMOKO ULTRABEAVER & CHO-OLIVE」 名義
（矢倉邦晃、安田謙一、森寺啓介、吉田哲人によるユニット） 
- 「ANYWAY THE WIND BLOWS」(2000年12月)

「SPORTSCUT」名義
- 「FUTURE SOUND OF SPACE BAR」(2001年5月2日)
  - JUNKPILICHY ON

## TV
- 「SMAP×SMAP」（関西テレビ/フジテレビ）
  - 「ブランドロンのテーマ」

- 久保ヒャダこじらせナイト（フジテレビ 2012年12月1日）
  - B'z「いつかのメリークリスマス」

- 久保ヒャダこじらせナイト2（フジテレビ 2013年4月4日）
  - レベッカ「フレンズ」

- 時々迷々（NHK教育）
  - 第8話・第17話

- 犬猫アワー 47都道府犬R&にゃ〜めん（日本テレビ、2014年1月-3月）
  - オープニングテーマ「Cartoon Swing '47」（歌：藤村鼓乃美）

他多数

## CM
- アサヒフードアンドヘルスケア「トルタ」
- カネボウ化粧品「ブランシール スペリア」(メイキング)
- ソニー「BDレコーダー」
- KFCコーポレーション
- カンロ「ピュレグミ」
- non-no

他多数

## 執筆等
- Pヴァイン
  - テクノ歌謡シリーズ(1999年)
  - テクノ歌謡DXシリーズ(2000年)
  - テクノ歌謡マニアクス(2000年4月25日)
- ユニバーサルミュージック
  - Hi-Fi Records監修「フィンガー・スナッピン・ミュージック」シリーズ(2005年)
- 「JAPANESE CLUB GROOVE DISC GUIDE」(2006年2月23日)